# Lada Kozlíková
Lada Kozlíková, provdaná Usnulová, (* 8. října 1979, Vyškov) je česká dráhová a silniční cyklistka. V roce 2000 se zúčastnila letních olympijských her v Sydney a v roce 2004 letních olympijských her v Athénách. Je držitelkou 40 medailí, z toho 26 zlatých z Mistrovství České republiky. V roce 2010 byla zvolena za KDU-ČSL do zastupitelstva města Vyškova, ale mandátu se vzápětí vzdala.

## Úspěchy
- Silnice
  - 1996 – 24. místo MSJ – Slovinsko
  - 1997 – 9. místo MSJ – Španělsko
  - 1998 – 15. místo ME – Švédsko
  - 1999 – 6. místo ME – Portugalsko
  - 2000 – 1. místo ME – Polsko
  - 2001 – 2. místo ME – Francie
  - 2003 – 7. místo MS – Kanada
  - 2004 – 5. místo OH v Athénách
- Dráha
  - 2000 – 10. místo OH v Sydney
  - 2000 – 6. místo MS – Anglie
  - 2001 – 3. místo SP – Polsko
  - 2001 – 1. + 1. místo ME – ČR
  - 2002 – 2. + 3. místo SP – Kolumbie
  - 2002 – 1. + 2. místo MS – Dánsko
  - 2003 – 3. místo SP – Mexiko